# Érsekújvári Egyetemi Kórház
Az Érsekújvári Egyetemi Kórház (szlovákul Fakultná nemocnica s poliklinikou, Nové Zámky) jól felszerelt kórház a szlovákiai Érsekújváron.

## Története
Az egészségügyi létesítmények hálózata az érsekújvári járásban már az 1960-as években sem felelt meg a követelményeknek. Az új kórház alapkövét 1969. június 4-én tették le, ünnepélyes megnyitására 1982. április 29-én került sor. Abban az időben 795 beteg ellátására volt alkalmas. A régi épületben néhány orvosi rendelő kapott helyet. Az új épületet 326 millió szlovák koronából építették fel egy 24 hektáros területen.